# Piptochaetium palustre
Piptochaetium palustre är en gräsart som beskrevs av Muj.-sall. och Longhi-wagner. Piptochaetium palustre ingår i släktet Piptochaetium och familjen gräs. Inga underarter finns listade i Catalogue of Life.